# Sojuz TM-13
La Sojuz TM-13 è stata la 13ª missione diretta verso la stazione spaziale russa Mir.

## Equipaggio
| Ruolo                                      | Equipaggio al lancio                                  | Equipaggio all'atterraggio                         |
| ------------------------------------------ | ----------------------------------------------------- | -------------------------------------------------- |
| Comandante                                 | / Aleksandr Volkov, Roscosmos Mir 10 Terzo volo       | / Aleksandr Volkov, Roscosmos Mir 10 Terzo volo    |
| Cosmonauta Ricercatore / Ingegnere di volo | Toqtar Äwbäkirov, Roscosmos Primo volo                | / Sergej Krikalëv, Roscosmos Mir 9/10 Secondo volo |
| Cosmonauta Ricercatore                     | Franz Viehböck, Agenzia spaziale austriaca Primo volo | Klaus-Dietrich Flade, DLR Primo volo               |

### Equipaggio di riserva
| Ruolo                  | Equipaggio                                    | Equipaggio                                    |
| ---------------------- | --------------------------------------------- | --------------------------------------------- |
| Comandante             | Aleksandr Viktorenko, Roscosmos               | Aleksandr Viktorenko, Roscosmos               |
| Cosmonauta Ricercatore | Talğat Musabaev, Roscosmos                    | Talğat Musabaev, Roscosmos                    |
| Cosmonauta Ricercatore | Clemens Lothaller, Agenzia spaziale austriaca | Clemens Lothaller, Agenzia spaziale austriaca |

## Parametri della missione
- Massa: 7.150 kg
- Perigeo: 195 km
- Apogeo: 232 km
- Inclinazione: 51,7°
- Periodo: 1 ora, 32 minuti e 24 secondi